# NGC 5816
NGC 5816 este o galaxie lenticulară situată în constelația Balanța. A fost descoperită în 1886 de către Ormond Stone⁠(d).